# 憨老家庭
憨老家庭指由老邁家屬照顧智能障礙家庭成員，使家中存在智障者與高齡者的雙重需求狀態，照顧者和被照顧者均變成照顧需求者的家庭。
台灣多數家庭仍由家屬照顧智障者，絕大多數是父母，父母終會衰老、辭世。由於智能障礙屬於終生障礙，照顧者的照顧歷程長，而且大多數會先於被照者辭世，因此照顧接續的問題相當重要。

## 概述
根據中華民國內政部委託研究，心智障礙者約比一般人提早退化20年，一般人口法定年齡65歲成為老人，智障者則推估在45歲即為老人，35歲開始則是智障者開始出現老化、退化現象的重要觀察時間點。
醫藥科技的進步與生活水準的提高，高齡化已成趨勢，智障者的平均壽命也趨近於一般人。台灣智能障礙者中，19.11%是45歲以上，若合併智多重障礙者計算，45歲以上智障者已達二萬七千多人。
憨老家庭中有健康醫療、照顧、經濟安全、未來規劃、生活品質等種種需求，不同家庭中的一家多位障礙者、迎娶外配、生育、隔代教養、代間照顧責任轉移等各種情形，使得此類家庭出現多元面貌與多重需求，需要社會更多關心與支持。